# شیار جانبی
شیار جانبی (که شکاف جانبی یا شیار سیلویان نیز نامیده می‌شود) یکی از ساختارهای مهم و برجسته مغز انسان است. شیار جانبی شکاف عمیقی در مغز در هر نیمکره است که لوب پیشانی را از لوب گیجگاهی جدا می‌کند. قشر جزیره‌ای در اعماق شیار جانبی قرار دارد.

## آناتومی

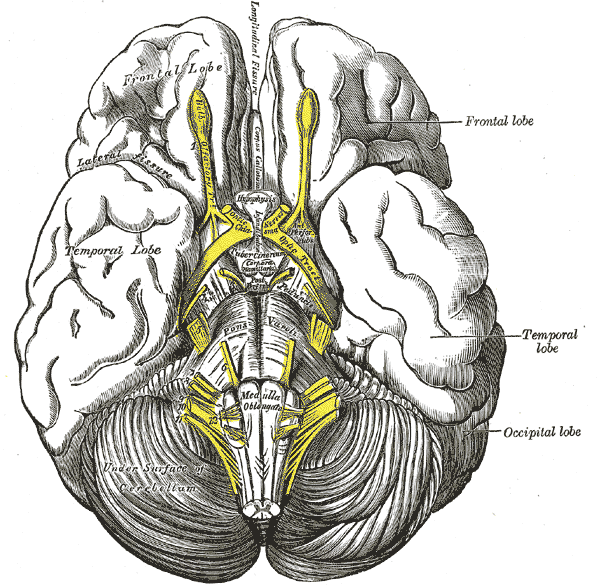
نمودار آناتومی قاعده مغز انسان

شیار جانبی هم لوب پیشانی و هم لوب آهیانه ای را از لوب گیجگاهی جدا می‌کند. این شیار در هر دو نیمکره مغز وجود دارد. شیار جانبی یکی از ساختارهایی است که زود توسعه و تکوین پیدا می‌کنند و اولین بار در حدود هفته چهاردهم بارداری ظاهر می‌شود.
قشر جزیره ای در عمق این شیار قرار دارد.